# Dendrocincla merula
A Dendrocincla merula a madarak (Aves) osztályának verébalakúak (Passeriformes) rendjébe, valamint a fazekasmadár-félék (Furnariidae) családjába és a fahágóformák (Dendrocolaptinae) alcsaládjába tartozó faj.

## Rendszerezése
A fajt Martin Hinrich Carl Lichtenstein német zoológus írta le 1820-ban, a Dendrocolaptes nembe  Dendrocolaptes merula néven.

## Alfajai
- Dendrocincla merula badia Zimmer, 1934
- Dendrocincla merula bartletti Chubb, 1919
- Dendrocincla merula castanoptera Ridgway, 1888
- Dendrocincla merula merula (Lichtenstein, 1820)
- Dendrocincla merula obidensis Todd, 1948
- Dendrocincla merula olivascens Zimmer, 1934
- Dendrocincla merula remota Todd, 1925[2]

## Előfordulása
Az Amazonas-medenceben, Bolívia, Brazília, Kolumbia, Ecuador, Francia Guyana, Guyana, Peru, Suriname és Venezuela területén honos. Természetes élőhelyei a szubtrópusi és trópusi  síkvidéki esőerdők, lombhullató és mocsári erdők.

## Megjelenése
Testhossza 21 centiméter.

## Életmódja
Főleg ízeltlábúakkal táplálkozik, de kisebb gerinceseket is fogyaszt.

## Természetvédelmi helyzete
Az elterjedési területe rendkívül nagy, egyedszáma viszont csökkenő, de még nem éri el a kritikus szintet. A Természetvédelmi Világszövetség Vörös listáján nem fenyegetett fajként szerepel.